# 1554

## Esdeveniments
- 22 de juliol: Francesc Jeroni Benet Franc és elegit President de la Generalitat de Catalunya.
- 2 d'agost: Es va lliurar la batalla de Marciano entre el Ducat de Florència i la República de Siena.

## Naixements

### Resta del món
- Sebastià I, Rei de Portugal (1557-1578). Va ascendir al tron als tres anys.

## Necrològiques

### Països Catalans
- 4 de gener - València: Mencía de Mendoza, noble i política castellana, deixebla de Lluís Vives, virreina de València, mecenes i col·leccionista d'art (n. 1508).[1]
- Girona: Joan Margarit i de Requesens, 50è President de la Generalitat de Catalunya

### Resta del món
- 23 d'abril, Venècia: Gaspara Stampa, poeta italiana del Cinquecento venecià. (n. 1523).[2]

- Sevilla: Mor Pedro Cieza de León, conqueridor extremeny.

- Moisès Hamon, metge jueu.